# Ratnapura
Ratnapura (singalesiska: රත්නපුර, tamil: இரத்தினபுரி) är en stad på Sri Lanka. Staden hade år 2011 en befolkning som uppgick till 52 170 invånare.

## Klimat
|                                            | Jan   | Feb   | Mar   | Apr   | Maj   | Jun   | Jul   | Aug   | Sep   | Okt   | Nov   | Dec   |
| ------------------------------------------ | ----- | ----- | ----- | ----- | ----- | ----- | ----- | ----- | ----- | ----- | ----- | ----- |
| Normaldygnets maximitemperaturs medelvärde | 32,7  | 33,8  | 34,0  | 33,5  | 32,0  | 31,0  | 30,7  | 30,7  | 30,9  | 31,3  | 31,7  | 31,8  |
| Normaldygnets minimitemperaturs medelvärde | 21,7  | 21,8  | 22,6  | 23,4  | 23,9  | 23,7  | 23,5  | 23,4  | 23,1  | 22,9  | 22,6  | 22,3  |
|                                            |       |       |       |       |       |       |       |       |       |       |       |       |
| Nederbörd                                  | 111,1 | 137,0 | 212,2 | 338,9 | 475,9 | 412,2 | 292,8 | 304,1 | 421,4 | 436,8 | 371,4 | 235,3 |

| Diagram | temperaturer i °C • månadsnederbörd i mm • Källa: WMO | temperaturer i °C • månadsnederbörd i mm • Källa: WMO | temperaturer i °C • månadsnederbörd i mm • Källa: WMO | temperaturer i °C • månadsnederbörd i mm • Källa: WMO | temperaturer i °C • månadsnederbörd i mm • Källa: WMO | temperaturer i °C • månadsnederbörd i mm • Källa: WMO | temperaturer i °C • månadsnederbörd i mm • Källa: WMO | temperaturer i °C • månadsnederbörd i mm • Källa: WMO | temperaturer i °C • månadsnederbörd i mm • Källa: WMO | temperaturer i °C • månadsnederbörd i mm • Källa: WMO | temperaturer i °C • månadsnederbörd i mm • Källa: WMO | temperaturer i °C • månadsnederbörd i mm • Källa: WMO |
|         | 111 33 22                                             | 137 34 22                                             | 212 34 23                                             | 339 34 23                                             | 476 32 24                                             | 412 31 24                                             | 293 31 24                                             | 304 31 23                                             | 421 31 23                                             | 437 31 23                                             | 371 32 23                                             | 235 32 22                                             |